# Prekad
Prekad (mađ. Pereked) je selo u južnoj Mađarskoj.
Zauzima površinu od 6,74 km četvorna.

## Zemljopisni položaj
Nalazi se na 46°6' sjeverne zemljopisne širine i 18°23' istočne zemljopisne dužine, podno južnih padina gorja Mečeka, istočno-sjeveroistočno od Pečvara. Rumenja je 3 km zapadno, Martofa 2 km sjeverno, a Szilagy je 2 km istočno.

## Upravna organizacija
Upravno pripada Pečvarskoj mikroregiji u Baranjskoj županiji. Poštanski broj je 7664.

## Stanovništvo
Prekad ima 183 stanovnika (2001.).

## Vanjske poveznice
- (mađ.) Pereked Önkormányzatának honlapja
- Prekad na fallingrain.com